# Горохов, Анатолий Иванович
Анатолий Иванович Горохов (28 октября 1917 — неизвестно) — советский футболист, нападающий.

## Биоргафия
Выступал за команды «Динамо» Кривой Рог (1936), «Динамо» Днепропетровск (1937), «Динамо» Харьков (1937, 1939—1940), «Сельмаш» Харьков (1938), «Спартак» Харьков (1941), «Локомотив» Харьков (1944—1945, 1947, 1949—1952), «Динамо» Киев (1946).
В чемпионате СССР в 1938, 1941, 1946 и 1949—1950 годах провёл 72 матча (в том числе 6 в аннулированном чемпионате 1941 года), забил 9 голов.
Обладатель Кубка Украинской ССР 1945 года.
Полуфиналист Кубка СССР 1946 года.
Участник Великой Отечественной войны, заместитель командира миномётной роты 458-го стрелкового полка 78-й Запорожской стрелковой дивизии, старший лейтенант.